# 6949 Zissell
6949 Zissell eller 1982 RZ är en asteroid i huvudbältet som upptäcktes den 11 september 1982 av Oak Ridge-observatoriet. Den är uppkallad efter den amerikanske astronomen Ronald E. Zissell.
Asteroiden har en diameter på ungefär 8 kilometer.